# Union Zentralafrikanischer Staaten
Die Union Zentralafrikanischer Staaten (Französisch: Union des États d'Afrique centrale/UEAC) war ein am 2. April 1968 in Fort Lamy (heute: N’Djamena) (Tschad) vereinbarter wirtschaftspolitischer Zusammenschluss der zentralafrikanischen Staaten Demokratische Republik Kongo (1972 bis 1997 Zaire), Tschad und Zentralafrikanische Republik.
Der Tschad und die Zentralafrikanische Republik waren aus der 1966 gebildeten Zentralafrikanischen Zoll- und Wirtschaftsunion (Französisch: Union Douanière et Economique de l'Afrique Centrale/UDEAC) ausgetreten, um eine eigene Zollunion zu gründen. Vorsitzender der Union war der kongolesische Präsident Mobutu Sese Seko, der Hauptsitz sollte im zentralafrikanischen Bangui, das Sekretariat im tschadischen Fort Lamy angesiedelt werden.
Die Union wurde nie verwirklicht und bestand weitestgehend nur aus der Demokratischen Republik Kongo, da schon im Dezember 1968 die Zentralafrikanische Republik dann auch der Tschad wieder austrat. 1981 verschwand die UEAC, ohne greifbare Erfolge erzielt zu haben.